# Żmigród Wąskotorowy
Żmigród Wąskotorowy – dawna wąskotorowa stacja kolejowa w Żmigrodzie, w województwie dolnośląskim, w Polsce. Położona na linii Żmigród Wąskotorowy – Przedkowice. Została otwarta w 1894, a zamknięta w 1991 roku.